# Liste der Monuments historiques in Corgengoux
Die Liste der Monuments historiques in Corgengoux führt die Monuments historiques in der französischen Gemeinde Corgengoux auf.

## Liste der Objekte
| Bezeichnung               | Beschreibung                                              | Standort                                   | Kennzeichnung | Schutzstatus | Datum | Bild |
| ------------------------- | --------------------------------------------------------- | ------------------------------------------ | ------------- | ------------ | ----- | ---- |
| Skulptur Heilige Barbara  | Kalkstein, farbig gefasst, Anfang des 16. Jahrhunderts    | in der Kirche Conversion-de-St-Paul (Lage) | PM21000661    | Classé       | 1916  |      |
| Tabernakel                | Eichenholz, vergoldet, zweite Hälfte des 17. Jahrhunderts | in der Kirche Conversion-de-St-Paul (Lage) | PM21000662    | Classé       | 1965  |      |
| Kanzel                    | Eichenholz, erste Hälfte des 18. Jahrhunderts             | in der Kirche Conversion-de-St-Paul (Lage) | PM21000663    | Classé       | 1965  |      |
| Skulptur Madonna mit Kind | Holz, vergoldet, um 1700                                  | in der Kirche Conversion-de-St-Paul (Lage) | PM21000664    | Classé       | 1966  |      |